# Lohit
El Lohit és un riu de l'Índia, una branca del Brahmaputra, que neix a Arunachal Pradesh i entra a Assam formant el límit entre el districte de Sibsagar i el districte de Lakhimpur. Després d'un curs d'uns 112 km en direcció generalment sud-est s'uneix al Brahmaputra prop de la confluència amb el Dhaneswari (Dhansiri). Es forma allí una gran illa al·luvial de nom Majuli Char. Per la part nord el Lohit rep les aigües del Subansiri.